# Рибарци (община Босилеград)
Вижте пояснителната страница за други значения на Рибарци.
Рибарци (на сръбски: Рибарци или Ribarci) е село в Община Босилеград, Сърбия. Има население от 23 жители (по преброяване от септември 2011 г.).

## История
Рибарци е старо средновековно селище. В турски данъчни регистри от XVI век е записано като Рибарци (1570) и Горно и Долно Рибарци (1570).
През 1866 г. са регистрирани 18 домакинства със 117 жители. Селото е разпръснато, съставено от махалите: Грамагье, Капинчанье, Пепеливчанье, Трънчанье, Крушовица, Мечин дол и Геловска.
В края на XIX век селото има 5718 декара землище, от които 3289 дка гори, 2261 дка ниви, 97 дка ливади, 49 дка овощни градини, 22 дка мера и се отглеждат 44 коня, 139 говеда, 382 овце и 378 кози. Основен поминък на селяните са земеделието (ръж, ечемик и овес), животновъдството и домашните занаяти.
Къщи паянтови, покъщнина бедна.
Върху основи на по-стара църква е построена църквата „Света Петка“. В нея стенописът, изобразяващ Св. Иван Рилски, е бил многократно заличаван от недоброжелатели. Има предание, че тази църква е чудотворна.
През 1919 година, след поражението на България в Първата световна война, малка част от селото остава в България, където съществува до 1956 година – вижте Рибарци (заличено село).

## Демография
- 1948 – 177
- 1953 – 181
- 1961 – 167
- 1971 – 137
- 1981 – 93
- 1991 – 56
- 2002 – 39
- 2011 – 23

## Етнически състав
(2002)
- 69,23% българи
- 30,76% сърби

## Личности
Родени в Рибарци
- Йоне Гогев Стоименов, български войник, ефрейтор, 13-и пехотен полк, картечна рота, награден с Войнишки кръст „За храброст“, ІV ст.[3]